# Commission départementale de la sécurité routière
Créée par le décret no 86-426 du  13 mars 1986, la commission départementale de la sécurité routière (ou le CDSR), présidée par le Préfet d'un département est chargée d'un rôle consultatif en matière de sécurité routière. , 

## Description et rôle
La CDSR reprend les attributions de la Commission départementale de la circulation et de la sécurité routières, arrêtée en 1984. La commission est créée le 13 mars 1986 par le décret no 86-426. Elle a à son compte les précédentes activités :
- Donner son avis sur toutes les décisions préfectorales intéressant l'exploitation des établissements des auto-écoles, de l'enseignement de la conduite automobile et de la formation des enseignants de la conduite de véhicules à moteur ;
- Donner son avis sur les évènements sportifs se déroulant sur la voie publique, y proposer des mesures adaptées, organiser les services départementaux concernés et favoriser toutes les actions de sécurité — publiques ou privées — pouvant éviter des accidents de la circulation.

À la renaissance de cette commission, lui est confié des tâches supplémentaires :
- Statuer sur la mise en place d'itinéraires de déviations pour les poids lourd (barrière de dégel, plan PRIMEVERE…) ;
- Son rôle en matière de sécurité routière est développé de telle sorte qu'elle devienne un lien entre les élus, les usagers et les instances des conseils de préfet dans ce domaine.

La commission est également consultée au préalable de prise de décision au sujet :
- D'agréments d'installations de fourrières et de ses gardiens ;
- D'agréments des personnes, des organismes chargés de la formation spécifique à la sécurité routière des conducteurs infractionnistes[1].

## Composition
La CDSR est présidée par le préfet. Les représentations sont égales quantitativement mais la voix du préfet est prépondérante. Sont membres :
- Des représentants des services de l'État ;
- Des élus départementaux désignés par le conseil général ;
- Des élus communaux désignés par l'association des maires du département ou par le préfet ;
- Des représentants des organisations professionnelles et des fédérations sportives ;
- Des représentants des associations d'usagers[1].